# Die Riten der Götter
Die Riten der Götter (englischer Originaltitel The Godmakers) ist ein Science-Fiction-Roman von Frank Herbert aus dem Jahr 1972. Ursprünglich erschienen die unter The Godmakers zusammengefassten Episoden als vier einzelne Erzählungen, die in der Neubearbeitung für die Buchausgabe lose zusammengebracht wurden.

## Handlung
Der Roman spielt in einem Universum, in dem die Menschheit den Weltraum schnell durchqueren kann, und eine Vielzahl von Planeten besiedelt hat. Nach einem verheerenden Krieg befinden sich diese Planeten im Wiederaufbau; die Hauptsorge ist das Aufrechterhalten des Friedens.
Der Ursprung des Romans aus vier Erzählungen ist auch in der bearbeiteten Version sichtbar.
Lewis Orin, der Held des Romans, ist in den ersten beiden Episoden ein Agent der I-A (Investigation-Adjustment), die neu- und wiederentdeckte Planeten auf ihr Kriegspotential untersucht und gegebenenfalls mit militärischen Mitteln befriedet. Aufgrund seiner Hellsichtigkeit gelingt es ihm, verdeckte Kriegsvorbereitungen aufzudecken sowie die vermeintliche Gewaltbereitschaft eines Planeten zu entschärfen.
Im dritten Teil wird Lewis Orin auf eine Verschwörung angesetzt, die bei den kommenden Wahlen eine Machtübernahme plant. Die Hauptverdächtigen sind Familienmitglieder Ornes. Es gelingt ihm, einen Kompromiss auszuhandeln, der einen offenen Bürgerkrieg verhindert.
Die letzte Episode stellt den umfangreichsten Teil des Romans dar. Lewis Orne wird auf den Planeten Amel gerufen, der von einer Priesterschaft beherrscht wird. Ornes parapsychologische Fähigkeiten werden hier einem Test unterworfen, aus dem er als Gott herauskommt.
Der Titel des Romans ist der rote Faden: Lewis Orne wird nicht als Gott geboren, sondern zum Gott gemacht.

## Bezug zum übrigen Werk Frank Herberts
„Die Riten der Götter“ entstanden etwa zeitgleich zu den ersten drei Romanen des Wüstenplanet-Zyklus, und zeigen die literarische Entwicklung  einiger Schlüsselideen. Daneben gibt es Parallelen zum Schiff-Zyklus, in dem ein Computer zum Gott wird.

### Bene Gesserit
Im dritten Abschnitt des Romans tritt die Geheimgesellschaft der Nethanier auf. In ihr haben Frauen über die Jahrhunderte durch Auswahl des Geschlechts ihrer Kinder bei der Empfängnis eine Zuchtwahl durchgeführt, die ihnen die Kontrolle der patriarchisch strukturierten Regierung erlaubt. Anklänge an die Bene Gesserit des Wüstenplanet-Zyklus sind offensichtlich.
Zusätzlich stellt sich Lewis Orne als ein männlicher Nachkomme der Nethanier heraus, der eigentlich den Nethaniern loyal dienen sollte. Parallelen bestehen zu Paul Atreides, einem männlichen Nachkommen einer Bene Gesserit, der als Kwisatz Haderach die Regierungsmacht für die Bene Gesserit innehaben sollte.

### Bene Tleilax
Nachdem Lewis Orne bei einem Auftrag schwer verletzt ist, wird er in einem Behälter künstlich am Leben erhalten. Der „Axolotl“-Prozess stellt seinen weitgehend zerstörten Körper wieder her. Die Bene Tleilax des Wüstenplanet-Zyklus besitzen solche medizinischen Kenntnisse, setzen sie allerdings für andere Zwecke ein.

### Religion
Der vierte Teil des Romans, ursprünglich Priests of Psi, hat viele Anklänge an den dritten Band des Wüstenplanet-Zyklus, „Die Kinder des Wüstenplaneten“. Lewis Orin wird hier einer Prüfung unterzogen, die sicherstellen soll, dass er geeignet ist, ein Gott zu sein. Analog wird auch Leto durch die Droge Melange in einen Krisenzustand gebracht, aus der er als „Gottkaiser“ mit überragenden physischen und psychischen Fähigkeiten hervorgeht.
Religiöse Konflikte sollen in beiden Romanen durch einen ökumenische Ausgleich zwischen allen Religionen vermieden werden. Der Katholisch-Orangen Bibel im Wüstenplaneten entspricht der religiöse Waffenstillstand in „Die Riten der Götter“, wo Mitglieder aller Religionen gemeinsam wirken.

### Politik
„Die Riten der Götter“ spielen in einer Nachkriegswelt, die Kriege mit allen Mitteln verhindern will. Diese Mittel erweisen sich allerdings immer wieder als Auslöser von Gewalt, wenn auch in kleinerem Maßstab. Am Ende des Romans verhindert der zum Gott gewordene Lewis Orwin zukünftige Kriege, genau wie Leto bei seiner Krönung zum Gottkaiser einen mehrere Jahrtausende andauernden Frieden ankündigt.
Die von Leto durch den erzwungenen Frieden bedingte Stasis, in den folgenden Wüstenplanetbüchern negativ gesehen, erscheint in „Die Riten der Götter“ eher positiv. Hier wird die Entwicklung der Ideen Frank Herberts deutlich, dessen weiteres Werk eine Menschheit beschreibt, deren Suche nach Existenz- und existenzieller Sicherheit in der Stabilität der von ihnen geschaffenen Welt durch die Dynamik ihrer Umwelt ständig frustriert wird.